# Texingtal
Texingtal ist eine Gemeinde mit 1697 Einwohnern (Stand 1. Jänner 2024) im Bezirk Melk in Niederösterreich.

## Geografie

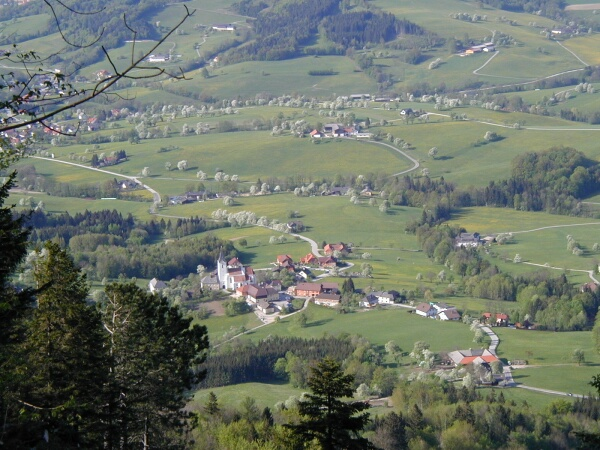
Blick von der Grüntalkogelhütte auf St. Gotthard (2003)

Texingtal liegt im Mostviertel in Niederösterreich. Die Fläche der Gemeinde umfasst 32,45 Quadratkilometer. 39,18 Prozent der Fläche sind bewaldet. Durch die Gemeinde fließt die Mank.

### Gemeindegliederung
Das Gemeindegebiet umfasst folgende 22 Ortschaften (in Klammern Einwohnerzahl, Stand 1. Jänner 2024):
- Altendorf (179)
- Bach (49)
- Fischbach (33)
- Großmaierhof (73)
- Haberleiten (51)
- Hinterberg (47)
- Hinterholz (23)
- Hinterleiten (18)
- Kleinmaierhof (49)
- Mühlgraben (49)
- Panholz (20)
- Plankenstein (74)
- Reinöd (90)
- Rosenbichl (43)
- Sankt Gotthard (143)
- Schwaighof (168)
- Sonnleithen (16)
- Steingrub (168)
- Straß bei Texing (32)
- Texing (404)
- Walzberg (2)
- Weißenbach (65)

Die Gemeinde besteht aus den Katastralgemeinden Fischbach, Plankenstein, Sonnleithen, St. Gotthard, Steingrub, Texing und Weißenbach.

### Nachbargemeinden
| Oberndorf an der Melk (Bezirk Scheibbs)   | Kirnberg an der Mank                        |                                                   |
| St. Georgen an der Leys (Bezirk Scheibbs) | Kompassrose, die auf Nachbargemeinden zeigt | Kilb                                              |
|                                           | Frankenfels (Bezirk St. Pölten-Land)        | Kirchberg an der Pielach (Bezirk St. Pölten-Land) |

## Geschichte
Im Altertum war das Gebiet Teil der Provinz Noricum.
Das Tal ist fruchtbar und waldreich und es gibt genügend Wasser. Es wurde wahrscheinlich von germanischen Stämmen besiedelt, worauf die Endung -ing im Ortsnamen hinweist.
Historisch belegt ist die Besiedlung ab der Römerzeit. Bis zum Ende des 3. Jahrhunderts wurde es von den Römern verwaltet. Das Hinterland des Limes musste die an der Donau stationierten Soldaten mit Lebensmitteln versorgen und die wichtigen Verbindungsstraßen instand halten. Der Wanderweg Römerweg soll so eine römische Straße gewesen sein, ebenso der Güterweg Straß. Ab dem 9. Jahrhundert wurde das Gebiet christianisiert.
Schriftlich erwähnt werden die drei Orte erst wieder am Ende des 11. Jahrhunderts. Damals wurden sowohl in Texing als auch in Plankenstein Burgen gebaut. Die Burg von Texing gehörte den Herren von Tessingen. Sie gab dem Ort seinen Namen. Von dieser Burg, in der Nähe des Hauses Schafferhof gelegen, kann man nur mehr den Platz erkennen, auf dem sie einst stand.
Die Burg Plankenstein hat eine wechselvolle Geschichte zu erzählen. Erbaut von denen zu Plancinstain, beherbergte sie eine mächtige Familie, die bis ins 16. Jahrhundert die Gerichtsbarkeit weit über das Tal hinaus innehatte.
An diese Zeit erinnern noch Namen wie Galgenkogel und Horrathöh (Hochradhöhe). Der letzte Plankensteiner – der Lange Hans – starb ohne Erben. Ab dieser Zeit wechselten die Besitzer mehrmals.
Zwischen den Burgen gab es Burgstallberge. Das waren befestigte Bauernhöfe, die die Verteidigung des Tales unterstützen sollten.
Nach dem Zweiten Weltkrieg diente die Burg der sowjetischen Armee als Unterkunft. Danach verfiel sie, bis sie 1976 von Architekt Peter Trimbacher erworben und in langjähriger mühevoller Arbeit restauriert wurde. Heute ist die Burg ein Seminarhotel und ein beliebter Ort für Hochzeiten.
Mit dem 1. Jänner 1972 wurde im Zuge der Niederösterreichischen Kommunalstrukturverbesserung aus den ehemalig selbständigen Gemeinden Texing, Plankenstein, Sankt Gotthard und Teilen von Kilb die neue Gemeinde Texingtal gegründet.

### Kriege
Während der Zweiten Wiener Türkenbelagerung wurde das ganze Tal in starke Mitleidenschaft gezogen. Die Bevölkerung flüchtete in die Burg Plankenstein. Als Fluchtwege dienten unterirdische Gänge, deren Eingänge der Ururgroßelterngeneration noch bekannt waren.
Die Burg wurde drei Wochen lang vergeblich belagert. Die Türken ließen eine Kanone zurück, die sie in Budapest erobert hatten. Diese Kanone diente bis nach dem Ende des Ersten Weltkriegs zum Böllerschießen und wurde dann von einem in Geldnot geratenen Besitzer an die Schallaburg verkauft. An diese schweren Zeiten erinnert ein Türkensäbel im Opferstock der Kirche in Texing.
Bei Aushubarbeiten für ein Bauernhaus in St. Gotthard wurden Kanonenkugeln gefunden. Auch die Franzosenkriege zeigten Wirkung im Tal. Im Ortsteil Steingrub gibt es eine Kapelle, unter der französische Soldaten begraben sein sollen.
Der wohl bekannteste Bewohner des Texingtales war der Kanzler des autoritären Ständestaates Engelbert Dollfuß. Er wurde am 4. Oktober 1892 im Haus Groß Maierhof 1 geboren. Als er ein Jahr alt war, heiratete seine Mutter in den Nachbarort Kirnberg. Das Haus ist weitgehend im Originalzustand erhalten. Im Jahr 1998 richtete die Gemeinde darin das Dollfuß-Museum ein, 2023 wurde es neu gestaltet.
Im Zweiten Weltkrieg wurde der Schweinzberg bombardiert, da sich hier die Trasse der II. Wiener Hochquellenwasserleitung befindet.

### Pfarren

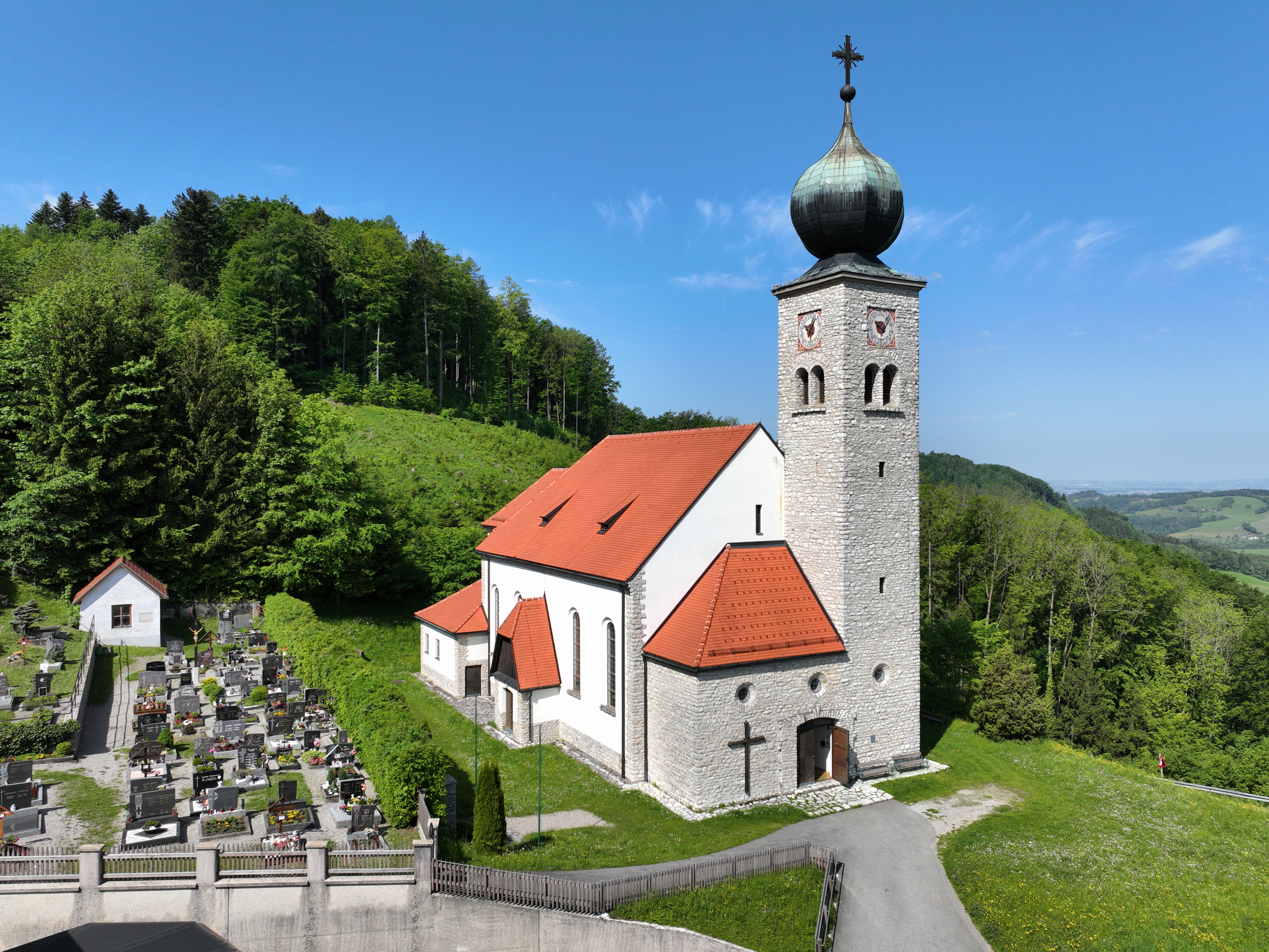
Pfarrkirche Plankenstein mit Friedhof

Die Pfarren von Texing und St. Gotthard wurden Anfang des 13. Jahrhunderts gegründet. Die Pfarrkirche von Texing ist dem Hl. Bartholomäus geweiht. Die ursprünglich gotische Kirche wurde durch Brände und während des zweiten Türkenkrieges mehrmals zerstört und danach im barocken Stil renoviert. Die Pfarre wurde bis Ende des vorigen Jahrhunderts von Patronatsherren verwaltet. Das Patronat erlosch erst durch den Verkauf der letzten Kirchengründe.
Die Kirche von St. Gotthard wurde vom bayrischen Kloster Altaich gegründet und ist dem Hl. Abt Godehard geweiht. Zur Zeit der Gründung gab es in der Kirche eine Quelle, der wundertätige Wirkung zugeschrieben wurde. Die Dankbarkeit jener, denen dort ein Wunder widerfuhr, äußerte sich in Grundschenkungen und anderen wertvollen Zuwendungen, weshalb die Kirche im Volksmund bald „Goldene Kirche“ genannt wurde.
Auch die Herren von Plankenstein waren ihr sehr verbunden. Im alten Pfarrhof sind Dokumente und Bilder ausgestellt, die sich mit der interessanten Geschichte der Kirche befassen. Die Quelle liegt jetzt etwas unterhalb der Kirche und wird von einem kleinen Brunnenhaus mit Inschrift geschützt.
Nachdem die Zustände im Schloss unerträglich geworden waren, hatte man 1948 beschlossen eine neue Kirche und einen Pfarrhof zu errichten. Die Pfarre von Plankenstein hielt ihre Gottesdienste bis 1952 in der Burgkapelle. In diesem Jahr wurde die neu erbaute Kirche der „Hl. Maria Schnee“ geweiht – Die Grundsteinlegung erfolgte bereits am 16. Juli 1950. Die Kirchen von St. Gotthard und Plankenstein sind auch heute noch beliebte Wallfahrtskirchen. Die Pfarren St. Gotthard, Plankenstein und Texing befinden sich mittlerweile in einem Pfarrverband.

## Kultur und Sehenswürdigkeiten
- Burgstall Schwabegg
- Burg Plankenstein

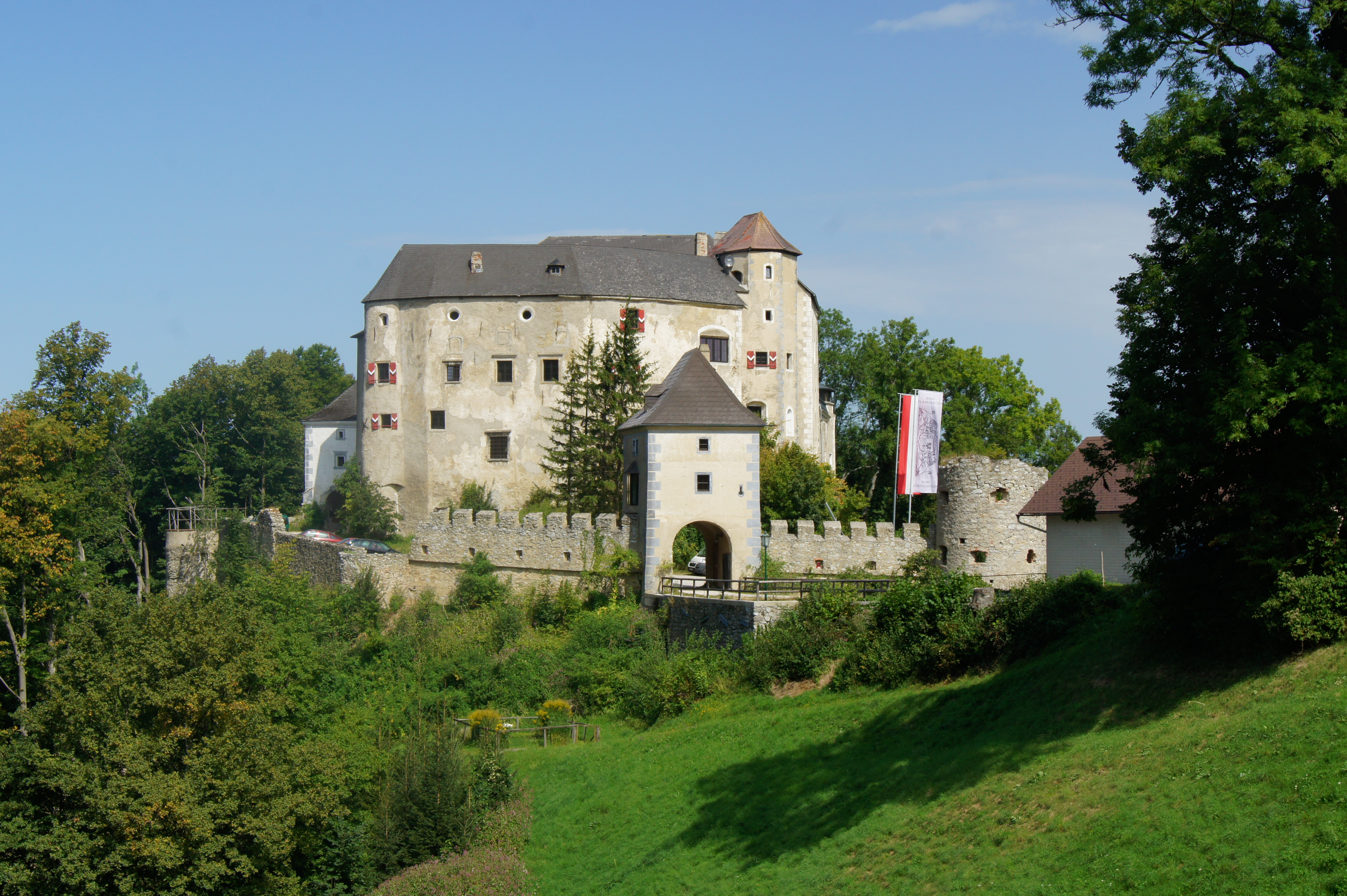
Burg Plankenstein

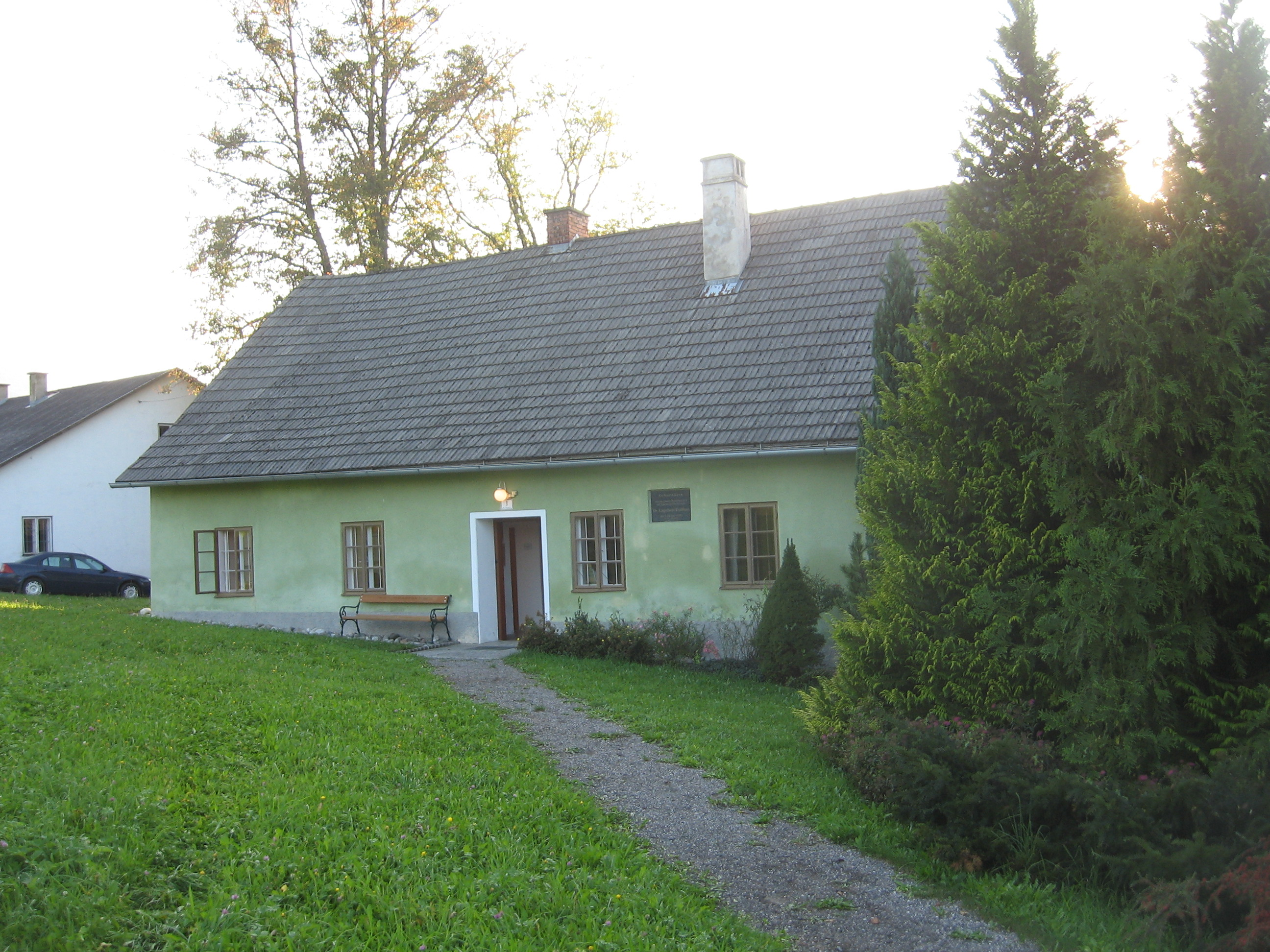
Dollfuß-Museum

- Katholische Pfarrkirche Plankenstein, auch Wallfahrtskirche Maria Schnee
- Katholische Pfarrkirche St. Gotthard in Niederösterreich
- Katholische Pfarrkirche Texing hl. Bartholomäus
- Schwabeck-Kreuz: Ein Bildstock aus dem 17. Jahrhundert in St. Gotthard.
- Grüntalkogelhütte (886 m ü. A.) Die befindet sich an der Grenze der zu Frankenfels gehörigen Tiefgrabenrotte.
- Dollfuß-Museum: Im Geburtshaus von Engelbert Dollfuß.
- Freinberghöhle
- Fischbachpresse

## Wirtschaft und Infrastruktur
Nichtlandwirtschaftliche Arbeitsstätten gab es im Jahr 2001 55, land- und forstwirtschaftliche Betriebe nach der Erhebung 1999 138. Die Zahl der Erwerbstätigen am Wohnort betrug nach der Volkszählung 2001 687. Die Erwerbsquote lag 2001 bei 45,51 Prozent.

### Tourismus
Durch die Gemeinde führen der Voralpenweg und der Nord-Süd-Weitwanderweg sowie die Europäischen Fernwanderwege E4 und E6.

### Öffentliche Einrichtungen
In der Gemeinde befinden sich ein Kindergarten und eine Volksschule.

## Politik

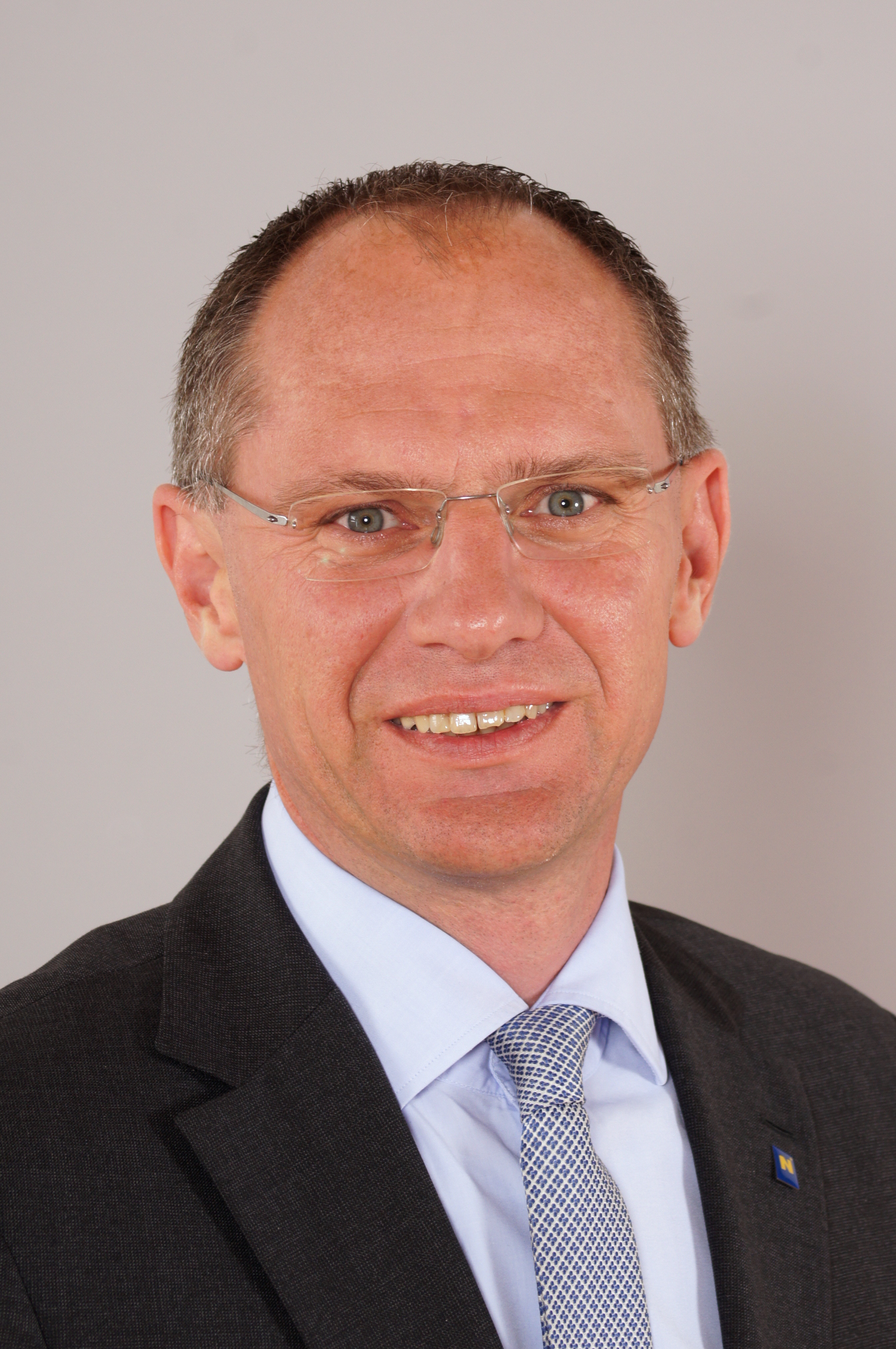
Bürgermeister a. D. Gerhard Karner, 2013

### Gemeinderat
Der Gemeinderat hat 19 Mitglieder.
- Mit den Gemeinderatswahlen in Niederösterreich 1990 hatte der Gemeinderat folgende Verteilung: 17 ÖVP, und 2 SPÖ.
- Mit den Gemeinderatswahlen in Niederösterreich 1995 hatte der Gemeinderat folgende Verteilung: 18 ÖVP, und 1 SPÖ.
- Mit den Gemeinderatswahlen in Niederösterreich 2000 hatte der Gemeinderat folgende Verteilung: 17 ÖVP, und 2 SPÖ.
- Mit den Gemeinderatswahlen in Niederösterreich 2005 hatte der Gemeinderat folgende Verteilung: 17 ÖVP, und 2 SPÖ.
- Mit den Gemeinderatswahlen in Niederösterreich 2010 hatte der Gemeinderat folgende Verteilung: 17 ÖVP, und 2 SPÖ.
- Mit den Gemeinderatswahlen in Niederösterreich 2015 hatte der Gemeinderat folgende Verteilung: 17 ÖVP, und 2 SPÖ.[8]
- Mit den Gemeinderatswahlen in Niederösterreich 2020 verblieb die Sitzverteilung wie bisher, mit 17 ÖVP und 2 SPÖ.[9] In Folge der Corona-Politik der Bundesregierung verließen Anfang 2022 zwei Gemeinderäte der ÖVP ihre Partei und verblieben parteilos im Gemeinderat. Damit ergibt sich die Sitzverteilung mit 15 ÖVP, 2 SPÖ und 2 Unabhängige.[10]
- Mit den Gemeinderatswahlen in Niederösterreich 2025 hat der Gemeinderat folgende Verteilung: 14 ÖVP, 3 FPÖ und 2 SPÖ.[11]

### Bürgermeister
- 1974–1991 Karl Hess
- 1991–1992 Walter Eigenthaler
- 1992–2015 Herbert Butzenlechner (ÖVP)
- 2015–2021 Gerhard Karner (ÖVP)[12]
- Seit 2021: Günther Pfeiffer (ÖVP)[13]

## Persönlichkeiten
- Engelbert Dollfuß (1892–1934), Politiker
- Leo Schmoll (1904–1957), Architekt und Baumeister
- Gerhard Karner (* 1967), Politiker (ÖVP), Bürgermeister (2015–2021) und Ehrenbürger (2022)[14]
- Helmut Krumpel (* 1941)
- Herbert Butzenlechner (1946–2024), ehemaliger Bürgermeister, seit 2016 Ehrenbürger